# Alpenwaldmaus
Die Alpenwaldmaus (Apodemus alpicola) ist eine Art aus der Gattung Waldmäuse in der Familie der Langschwanzmäuse (Muridae), die in den europäischen Alpen vorkommt. Sie wurde ursprünglich als alpine Unterart der Gelbhalsmaus (Apodemus flavicollis) beschrieben und hat erst seit 1989 Artstatus. Die Alpenwaldmaus wird von der IUCN als nicht gefährdet (Least Concern) eingestuft.

## Taxonomie
Die Alpenwaldmaus wurde 1989 aufgrund morphologischer Unterschiede als eigenständige Art anerkannt. Verschiedene molekularbiologische Untersuchungen der folgenden Jahre bestätigten diese Taxonomie.  Danach ist die Zwergwaldmaus (Apodemus uralensis) vermutlich der nächste Verwandte der Alpenwaldmaus. Beide Arten sowie die Gelbhalsmaus und die Steppenwaldmaus (Apodemus witherbyi) haben sich vermutlich aus einem gemeinsamen Vorfahren entwickelt.

## Merkmale
Die Kopf-Rumpf-Länge liegt zwischen 9 und 12 cm und die Schwanzlänge zwischen 10 und 12 cm. Das Gewicht variiert zwischen 20 und 38 g. Die Alpenwaldmaus ist am Rücken und an den Außenseiten der Gliedmaßen braun, wobei die obersten Bereiche am dunkelsten sind. Der Bauch und die Innenseite der Gliedmaßen sind dunkel- bis weißgrau. An der Kehle kommt oft ein gelblicher Fleck vor. Morphologische Unterschiede zur Gelbhalsmaus gibt es nur bei Details im Schädelbau. Die Hinterfüße sind mit etwa 2,5 cm Länge recht groß für eine Waldmaus. Diese und der lange Schwanz helfen dem Tier beim Klettern im felsigen Gelände.

## Verbreitung
Das Verbreitungsgebiet erstreckt sich fast über die gesamten Alpen vom südwestlichen Frankreich über die südliche Schweiz und das südöstliche Deutschland bis Norditalien und das zentrale Österreich. Die Art erreicht in diesen Regionen 2.100 Meter über dem Meer. Ihr Lebensraum sind Wälder oder andere Baumbestände, die durch Grasflächen oder felsige Stellen unterbrochen sind.

## Lebensweise
Die Alpenwaldmaus gleicht im Verhalten überwiegend den anderen Arten der Gattung. Einzig bei der Nahrungswahl gibt es auffällige Unterschiede. Im Frühjahr fängt sie vorzugsweise Insekten, während die Nahrung im Sommer und Herbst hauptsächlich aus Samen von kleinen, krautigen Pflanzen besteht.